# Myrabolia australis
Myrabolia australis – gatunek chrząszcza z rodziny Myraboliidae.
Gatunek ten opisany został po raz pierwszy w 2008 roku przez Wiolettę Tomaszewską i Adama Ślipińskiego na podstawie pojedynczego okazu samicy ze zbiorów South Australian Museum.
Chrząszcz o podługowato-owalnym ciele długości od 2,06 do 2,31 mm, od 2,9 do 3,06 raza dłuższym niż szerokim. Oskórek porastają przeciętnej długości włoski. Ubarwiony jest jednolicie rudobrązowo. Głowa jest całkowicie prognatyczna. Czułki mają człony od czwartego do ósmego co najwyżej tak długie jak szerokie, przy czym piąty jest szerszy od sąsiednich. Przedplecze ma lekko faliste boki z ostrymi ząbkami i lekko karbowanymi listewkami. Długość przedplecza wynosi 0,82 jego szerokości. Wierzchołek wyrostka przedpiersia jest ścięty. Szerokość owego wyrostka jest 1,33 raza większa od średnicy bioder przedniej pary i 1,45 raza większa niż rozstaw tychże bioder. Pokrywy są 1,79 raza dłuższe niż szerokie oraz mają delikatnie karbowane brzegi boczne na wysokości barków i ostry ząbek w kątach przednich. Odległości między punktami w rzędach pokryw wynoszą od dwu– do trzykrotności ich średnicy.
Owad endemiczny dla australijskiej Tasmanii.